# Греческий роман
Гре́ческий рома́н (реже «античный роман») — жанр греческой и римской литературы I—IV веков н. э.

## Происхождение жанра
Сами греческие писатели называли свои «романы» «деяниями», «рассказами» или «книгами». Термин «роман» по отношению к этим произведениям первым применил Пьер-Даниэль Юэ в 1670 году.

«Фигурально выражаясь, можно сказать, что уже переход от „Илиады“ к „Одиссее“ (и аналогично от „Махабхараты“ к „Рамаяне“) есть первый шаг в сторону романа. Однако в древнем мире процесс романизации героической эпопеи зашел недалеко, и роль героического эпоса в реальном генезисе романа была невелика, хотя как раз некоторые отголоски структуры „Одиссеи“ чувствуются в романе. В формировании греческого романа, возникшего в эллинистический период и достигшего расцвета в римское время, большое участие приняли эллинистическая любовная поэзия, элегическая и идиллическая, с их сильным лиро-эпическим элементом, новая комедия, легенды и мифы, в том числе восточные, псевдоисторические сюжеты. Все эти источники были сильно переработаны с широким использованием риторических приемов ещё до появления второй софистики. В качестве модели „страстей“ героев использованы не столько мифы героические, сколько мифы об умирающих и воскресающих героях, выступающих в роли пассивных жертв (отсюда, между прочим, такие популярные мотивы романа, как принесение героини в жертву и её целомудрие, необходимое для ритуальной жертвы, мнимая смерть и т. п.)».

## Известные романы
5 сохранившихся греческих романов составляют канон:
- «Повесть о любви Херея и Каллирои» Харитона Афродисийского (II век)
- «Повесть о Габрокоме и Антии» Ксенофонта Эфесского (II век)
- «Левкиппа и Клитофонт» Ахилла Татия (II век)
- «Дафнис и Хлоя» Лонга (II век)
- «Эфиопика» Гелиодора (III—IV век)

Кроме этого известен один неканонический греческий роман, «Климентины» (III в.), произведение древнехристианской литературы на типичную тематику разлуки и соединения семьи.
Анонимный «Аполлоний Тирский» сохранился в латинском переводе, по причине чего получил огромную популярность и влияние в средние века (в отличие от непереведённых греческих романов).
Два романа сохранились в пересказе:
- «Вавилоника» Ямвлиха (II век)
- «Невероятные приключения по ту сторону Туле» Антония Диогена (II век)

С конца XIX века в разных районах Египта было найдено около десятка фрагментов на папирусах, относящихся к известным и неизвестным романам, в том числе отрывки так называемого «Романа о Нине» (I век до н. э.), о царевне Хионе (I—II вв. н. э.), о Герпиллиде (начало II века н. э.), о Метиохе и Партенопе и фрагменты о Каллигоне (II век н. э.). Особое значение имеют фрагменты «Финикийской повести» Лоллиана, романов об Иолае, Давлисе и Тинуфисе: по своей тематике они близки не к греческому «любовному» роману, а к римскому «сатирическому».
Очень мало общего с каноническим греческим романом имеют псевдоисторические и «житийные» повествования: «История Александра Великого» (II—I в. до н. э.), «История о разрушении Трои» Дарета, «Дневник Троянской войны» Диктиса и «Жизнь Аполлония Тианского» Филострата.
Иную жанровую природу имеют и латинские произведения, которые также принято называть романами:
- «Метаморфозы» Апулея
- «Сатирикон» Петрония (сохранился частично)

Все названные греческие и латинские произведения ни в коей мере не являются разновидностями какого-то единого «жанра», ни даже генетически родственными жанрами. Фактически это гетерогенное множество, условно объединяемое под одним названием лишь в проспективном отношении, по причине того, что все они имели значение (различное и в разное время) для генезиса романа средних веков и Нового времени.
Согласно радикальной теории Ольги Фрейденберг, к жанру греческого романа относятся евангелия и ранние жития. Позднее к подобным выводам приходили Нортроп Фрай и Фрэнк Кермоуд.

## Эволюция
Наиболее ранние романы (о Нине, об Александре) носят псевдоисторический характер и написаны с оглядкой на дидактическую традицию «Киропедии» Ксенофонта. Исходя из этого часто делалось предположение, что эволюция греческого романа шла от повествований об идеальном монархе в сторону постепенного усиления любовной линии и вытеснения исторической составляющей.
Впрочем, известная нам версия романа об Александре создавалась в III веке, а развлекательные сочинения Дарета и Диктиса появились ещё позднее. Поэтому согласно другой гипотезе, после романа о Нине (в котором историческая и любовная линии сблансированы) жанр разделился на две параллельные ветви, любовно-авантюрную и авантюрно-историческую.

## Изучение греческого романа
Первым научным исследованием истоков греческого романа был труд Эрвина Роде «Der griechische Roman und seine Vorläufer» (1876) — по язвительному замечанию Ольги Фрейденберг, «История изучения греческого романа определяется очень легко: Эрвин Родэ начал его и кончил». Тем не менее папирусные находки заставили пересмотреть как датировку отдельных романов, так и хронологию развития жанра в целом. 